# Brandnetelmeeldauw
De brandnetelmeeldauw (Erysiphe urticae) is een echte meeldauw die behoort tot de familie Erysiphaceae. 

## Kenmerken
Het mycelium komt voor aan twee kanten van het blad. Het vormt dichte witte blijvende plekken. Conidia zijn elliptisch, worden solitair gevormd en zonder fibrosine-lichaampjes. De cleistothecia meten 80 tot 135 µm en hebben 5 tot 10 asci. Een asus bevat 3 tot 6 sporen.

## Verspreiding
De brandnetelmeeldauw komt in Nederland zeer zeldzaam voor.

## Waardplanten
Hij komt voor op de volgende waardplanten:
- Urtica cannabina
- Urtica dioica (Grote brandnetel)
- Urtica kioviensis
- Urtica pilulifera
- Urtica urens (Kleine brandnetel)